# 1940-ві в театрі
1940-ті роки в театрі

## Прем'єри
1941
- 14 січня — «Лісова пісня» за драмою-феєрією Лесі Українки (реж. ???, Чернівецький театр)

- 28 травня — «Украдене щастя» за однойменною п'єсою Івана Франка (реж. ???, Чернівецький театр)

1944
- 4 листопада — «Чому не гаснуть зорі» Олександра Копиленка (реж. Василь Василько, Чернівецький театр)

1946
- 15 квітня — «Гусеня» Ніни Гернет (реж. Антоніна Мацкевич, Львівський театр ляльок) (цією прем'єрою розпочав роботу Львівський театр ляльок)

## Персоналії

### Народилися
1940
- 25 червня —
  -  Микола Буравський (с. Бровки Перші, нині Андрушівського району Житомирської області) — український музикознавець, фольклорист. Народний артист України. Художній керівник Київського академічного театру українського фольклору «Берегиня».

- 27 липня —
  -  Піна Бауш (м. Золінген, Північний Рейн-Вестфалія, Німеччина) — німецька хореографка, танцюристка, педагогиня, продюсерка

- 3 листопада —
  -  Людмила Платонова (???) — українська акторка театру і кіно, акторка Харківського академічного українського драматичного театру ім. Тараса Шевченка, народна артистка України[1].

- 20 грудня —
  -  Валерій Шептекіта (м. Тлумач, Івано-Франківська область) — український актор театру, кіно та дубляжу. Народний артист України (2000), протягом 40 років — провідний актор Київського Молодого театру.

1942
- 1 травня —
  -  Василь Босович (м. Станиславів) — український белетрист, драматург, кіносценарист, продюсер, громадський діяч[2]

- 11 серпня —
  -  Віктор Шулаков (м. Сміла, нині Черкаська область) — український театральний актор, режисер, драматург, педагог, лауреат Національної премії імені Тараса Шевченка, народний артист України (2008)

- 15 серпня —
  -  Валерія Заклунна-Мироненко (м. Сталінград, РРФСР) — українська та радянська акторка театру і кіно. Герой України (2012).

1943
- 14 липня —
  -  Давид Бабаєв-Кальницький (м. Махачкала) — український актор театру та кіно, педагог, Народний артист України (1999).

1945
- 16 квітня —
  -  Володимир Ільєнко (с. Краснопілка, нині у складі с. Бурти Кагарлицький район Київська область) — український актор театру та кіно, заслужений артист України (1997).

1947
- 14 січня —
  -  Людмила Мамикіна (м. Львів) — українська акторка, артистка Вінницького музично-драматичного театру імені Садовського. Заслужена артистка України (1981).

1948
- 25 серпня —
  -  Лариса Хоролець (м. Київ) — радянська та українська акторка театру і кіно, драматургиня, політична діячка. Народна артистка УРСР, перший Міністр культури України.

1949
- 1 серпня —
  -  Леонід Садовський (м. Єнакієве, Сталінська область, Українська РСР, СРСР) — український режисер, завідувача кафедри майстерності актора Харківського національного університету мистецтв імені І. П. Котляревського, Заслужений діяч мистецтв України, професор

- 6 серпня —
  -  Олександр Безсмертний (с. Білорічиця Прилуцького району Чернігівської області) — український актор театру і кіно. Народний артист України (1999)[3].